# Apl.de.ap
Allan Pineda Lindo Jr., (n. 28 noiembrie 1974) mai bine cunoscut cu numele de scenă "Apl.de.ap", este un muzician hip-hop, producător și este cel mai bine cunoscut ca membru al formației Black Eyed Peas.

## Discografie

### Cu Atban Klann
- 1992: Grass Roots (cu Atban Klann)

## Cu Black Eyed Peas
- Vezi Discografia Black Eyed Peas

### Albume de studio
- 1998:  Behind the Front
- 2000:  Bridging the Gap
- 2003:  Elephunk
- 2005:  Monkey Business
- 2009:  The E.N.D.  (The Energy Never Dies)
- 2010:  The Beginning

### Compilații
- 2005:  Black Eyed Peas - iTunes Originals
- 2006:  Renegotiations: The Remixes
- 2006:  iTunes Essentials

## Solo

### Albume
- 2010: U Can Dream

### Single
- U Can Dream (2009, Jeepney Music)
- Mama Filipina (2009, Jeepney Music)

### DVD-uri
- 2004:  Behind the Bridge to Elephunk
- 2006: Bring in the Noise, Bring in the Phunk
- 2006:  Live from Sydney to Las Vegas|Live from Sydney to Vegas

### Turnee
- 2004: Elephunk Tour
- 2006: Honda Civic Tour
- 2006: Monkey Business Tour|Monkey Business World Tour
- 2007: Black Blue & You Tour|Black Blue & You World Tour
- 2009: The E.N.D. World Tour

## Premii
- 2008 - Special Citation - Myx Music Awards